# Curt-Eric Holmquist
Curt-Eric Holmquist, folkbokförd Curt-Erik Gunnar Holmqvist, född 20 juni 1948 i Göteborg, död 20 juli 2021 i Örgryte församling, var en svensk pianist och kapellmästare.
Curt-Eric Holmquist gjorde sig känd som pianist och kapellmästare i en rad underhållningsprogram i TV, bland annat långköraren Go'morron Sverige.
Han har varit dirigent i den svenska Melodifestivalen sex gånger i en tid då liveorkester ännu tillämpades och var kapellmästare vid Eurovision Song Contest 1985 samt dirigent av flera andra bidrag från Sverige i Eurovision Song Contest under 1980- och 1990-talet.
Han var med och bildade det svenska dansbandet Curt Haagers 1966 och spelade orgel i orkestern fram till 1969. Tillsammans med Svante Thuresson ledde han TV-serien Krogsväng 1990. Han har varit teatermusiker bland annat i 10 år i Hagges revy på Lisebergsteatern. 1983 var han med i Galenskaparna och After Shaves serie Jonssons onsdag.
Holmquist var programchef på Liseberg. Han var också kapellmästare vid Lotta Engbergs allsångskvällar som hålls där.
Holmquist avled 2021, 73 år gammal. Han är begravd på Örgryte nya kyrkogård.

## Filmografi
- 1990 – Bulan